# Кубок России по баскетболу 2013/2014. Второй раунд

## Формат
Клубы Суперлиги и команды, которые квалифицировались с первого отборочного раунда, разбиваются на шесть подгрупп по территориальному принципу. Игры в подгруппах проводятся турами в один круг с 29 по 31 октября 2013. Места проведения туров определяет РФБ. Победители групп плюс четыре лучшие команды, занявшие 2-е места в группах, выходят в плей-офф.

## Второй отборочный раунд
|  | Выход в плей-офф |

### Группа А1
| Место                 | Команда                            | Игры | Поб | Пор | Забито | Пропущено | +/- | Очки |
| --------------------- | ---------------------------------- | ---- | --- | --- | ------ | --------- | --- | ---- |
| 1                     | Новосибирск (Новосибирск)          | 3    | 3   | 0   | 275    | 206       | +69 | 6    |
| 2                     | Спартак-Приморье (Приморский край) | 3    | 1   | 2   | 213    | 221       | −8  | 4    |
| 3                     | Нефтехимик (Тобольск)              | 3    | 1   | 2   | 203    | 225       | −22 | 4    |
| 4                     | Иркут (Иркутск)                    | 3    | 1   | 2   | 197    | 236       | −39 | 4    |
| Данные на 01.11.2013. |                                    |      |     |     |        |           |     |      |

| 29 октября 2013 18:30 | Отчёт | Спартак-Приморье (Приморский край) | 71:67    | Нефтехимик (Тобольск) | Спортивный комплекс «Центральный», Тобольск Зрителей: 350 Судьи: Евгений Островский, Вячеслав Ухов, Алексей Федоров |
| 29 октября 2013 18:30 | Отчёт | 19:21, 20:18, 12:21, 20:7          |          |                       | Спортивный комплекс «Центральный», Тобольск Зрителей: 350 Судьи: Евгений Островский, Вячеслав Ухов, Алексей Федоров |
| 29 октября 2013 18:30 | Отчёт | Никита Моргунов 18                 | Очки     | Константин Новиков 12 | Спортивный комплекс «Центральный», Тобольск Зрителей: 350 Судьи: Евгений Островский, Вячеслав Ухов, Алексей Федоров |
| 29 октября 2013 18:30 | Отчёт | Никита Гресев 9                    | Подборы  | Константин Новиков 8  | Спортивный комплекс «Центральный», Тобольск Зрителей: 350 Судьи: Евгений Островский, Вячеслав Ухов, Алексей Федоров |
| 29 октября 2013 18:30 | Отчёт | Алексей Голяхов 5                  | Передачи | Дмитрий Злобин 5      | Спортивный комплекс «Центральный», Тобольск Зрителей: 350 Судьи: Евгений Островский, Вячеслав Ухов, Алексей Федоров |

| 29 октября 2013 16:00 | Отчёт | Новосибирск (Новосибирск)                   | 101:63   | Иркут (Иркутск)  | Спортивный комплекс «Центральный», Тобольск Зрителей: 350 Судьи: Максим Колычев, Антон Круглов, Иван Бахтеев |
| 29 октября 2013 16:00 | Отчёт | 20:18, 35:16, 23:10, 23:19                  |          |                  | Спортивный комплекс «Центральный», Тобольск Зрителей: 350 Судьи: Максим Колычев, Антон Круглов, Иван Бахтеев |
| 29 октября 2013 16:00 | Отчёт | Павел Подкользин 22                         | Очки     | Павел Хомяков 15 | Спортивный комплекс «Центральный», Тобольск Зрителей: 350 Судьи: Максим Колычев, Антон Круглов, Иван Бахтеев |
| 29 октября 2013 16:00 | Отчёт | Павел Подкользин, Константин Помогалов по 6 | Подборы  | Илья Олейников 6 | Спортивный комплекс «Центральный», Тобольск Зрителей: 350 Судьи: Максим Колычев, Антон Круглов, Иван Бахтеев |
| 29 октября 2013 16:00 | Отчёт | Александр Анисимов, Сергей Токарев по 4     | Передачи | Илья Олейников 4 | Спортивный комплекс «Центральный», Тобольск Зрителей: 350 Судьи: Максим Колычев, Антон Круглов, Иван Бахтеев |

| 30 октября 2013 16:00 | Отчёт | Иркут (Иркутск)                    | 64:62    | Спартак-Приморье (Приморский край) | Спортивный комплекс «Центральный», Тобольск Зрителей: 350 Судьи: Евгений Островский, Вячеслав Ухов, Алексей Федоров |
| 30 октября 2013 16:00 | Отчёт | 12:17, 21:13, 22:15, 9:17          |          |                                    | Спортивный комплекс «Центральный», Тобольск Зрителей: 350 Судьи: Евгений Островский, Вячеслав Ухов, Алексей Федоров |
| 30 октября 2013 16:00 | Отчёт | Максим Баранов 18                  | Очки     | Илья Сыроватко 20                  | Спортивный комплекс «Центральный», Тобольск Зрителей: 350 Судьи: Евгений Островский, Вячеслав Ухов, Алексей Федоров |
| 30 октября 2013 16:00 | Отчёт | Сергей Михалев, Егор Муравьев по 9 | Подборы  | Илья Сыроватко 8                   | Спортивный комплекс «Центральный», Тобольск Зрителей: 350 Судьи: Евгений Островский, Вячеслав Ухов, Алексей Федоров |
| 30 октября 2013 16:00 | Отчёт | Сергей Михалев 3                   | Передачи | Илья Сыроватко 4                   | Спортивный комплекс «Центральный», Тобольск Зрителей: 350 Судьи: Евгений Островский, Вячеслав Ухов, Алексей Федоров |

| 30 октября 2013 18:30 | Отчёт | Нефтехимик (Тобольск)      | 63:84    | Новосибирск (Новосибирск) | Спортивный комплекс «Центральный», Тобольск Зрителей: 350 Судьи: Максим Колычев, Антон Круглов, Иван Бахтеев |
| 30 октября 2013 18:30 | Отчёт | 12:31, 16:18, 10:15, 25:20 |          |                           | Спортивный комплекс «Центральный», Тобольск Зрителей: 350 Судьи: Максим Колычев, Антон Круглов, Иван Бахтеев |
| 30 октября 2013 18:30 | Отчёт | Константин Новиков 16      | Очки     | Виталий Ионов 17          | Спортивный комплекс «Центральный», Тобольск Зрителей: 350 Судьи: Максим Колычев, Антон Круглов, Иван Бахтеев |
| 30 октября 2013 18:30 | Отчёт | Константин Новиков 6       | Подборы  | Виталий Ионов 9           | Спортивный комплекс «Центральный», Тобольск Зрителей: 350 Судьи: Максим Колычев, Антон Круглов, Иван Бахтеев |
| 30 октября 2013 18:30 | Отчёт | Денис Сметанин 4           | Передачи | Сергей Токарев 3          | Спортивный комплекс «Центральный», Тобольск Зрителей: 350 Судьи: Максим Колычев, Антон Круглов, Иван Бахтеев |

| 31 октября 2013 18:30 | Отчёт | Спартак-Приморье (Приморский край) | 80:90    | Новосибирск (Новосибирск) | Спортивный комплекс «Центральный», Тобольск Зрителей: 350 Судьи: Максим Колычев, Евгений Островский, Антон Круглов |
| 31 октября 2013 18:30 | Отчёт | 16:19, 20:23, 25:28, 19:20         |          |                           | Спортивный комплекс «Центральный», Тобольск Зрителей: 350 Судьи: Максим Колычев, Евгений Островский, Антон Круглов |
| 31 октября 2013 18:30 | Отчёт | Илья Сыроватко 20                  | Очки     | Игорь Смыгин 18           | Спортивный комплекс «Центральный», Тобольск Зрителей: 350 Судьи: Максим Колычев, Евгений Островский, Антон Круглов |
| 31 октября 2013 18:30 | Отчёт | Три игрока по 5                    | Подборы  | Павел Подкользин 16       | Спортивный комплекс «Центральный», Тобольск Зрителей: 350 Судьи: Максим Колычев, Евгений Островский, Антон Круглов |
| 31 октября 2013 18:30 | Отчёт | Илья Сыроватко 4                   | Передачи | Александр Анисимов 4      | Спортивный комплекс «Центральный», Тобольск Зрителей: 350 Судьи: Максим Колычев, Евгений Островский, Антон Круглов |

| 31 октября 2013 16:00 | Отчёт | Иркут (Иркутск)                   | 70:73    | Нефтехимик (Тобольск) | Спортивный комплекс «Центральный», Тобольск Зрителей: 350 Судьи: Вячеслав Ухов, Алексей Федоров, Иван Бахтеев |
| 31 октября 2013 16:00 | Отчёт | 16:16, 20:21, 9:13, 25:23         |          |                       | Спортивный комплекс «Центральный», Тобольск Зрителей: 350 Судьи: Вячеслав Ухов, Алексей Федоров, Иван Бахтеев |
| 31 октября 2013 16:00 | Отчёт | Иван Назаров 16                   | Очки     | Константин Новиков 18 | Спортивный комплекс «Центральный», Тобольск Зрителей: 350 Судьи: Вячеслав Ухов, Алексей Федоров, Иван Бахтеев |
| 31 октября 2013 16:00 | Отчёт | Егор Муравьев 10                  | Подборы  | Константин Новиков 15 | Спортивный комплекс «Центральный», Тобольск Зрителей: 350 Судьи: Вячеслав Ухов, Алексей Федоров, Иван Бахтеев |
| 31 октября 2013 16:00 | Отчёт | Иван Назаров, Илья Олейников по 5 | Передачи | Дмитрий Злобин 8      | Спортивный комплекс «Центральный», Тобольск Зрителей: 350 Судьи: Вячеслав Ухов, Алексей Федоров, Иван Бахтеев |

### Группа Б1
| Место                 | Команда                      | Игры | Поб | Пор | Забито | Пропущено | +/- | Очки |
| --------------------- | ---------------------------- | ---- | --- | --- | ------ | --------- | --- | ---- |
| 1                     | ТЕМП-СУМЗ (Ревда)            | 3    | 3   | 0   | 290    | 239       | +51 | 6    |
| 2                     | Урал (Екатеринбург)          | 3    | 2   | 1   | 284    | 213       | +71 | 5    |
| 3                     | Динамо-ЮЗГУ (Курск)          | 3    | 1   | 2   | 226    | 286       | −60 | 4    |
| 4                     | Старый Соболь (Нижний Тагил) | 3    | 0   | 3   | 212    | 274       | −62 | 3    |
| Данные на 01.11.2013. |                              |      |     |     |        |           |     |      |

| 29 октября 2013 15:00 | Отчёт | Урал (Екатеринбург)                  | 99:56    | Динамо-ЮЗГУ (Курск) | Спортивный зал «Старый Соболь», Нижний Тагил Зрителей: 310 Судьи: Сергей Круг, Андрей Курносов, Денис Кучик |
| 29 октября 2013 15:00 | Отчёт | 31:22, 19:14, 23:14, 26:6            |          |                     | Спортивный зал «Старый Соболь», Нижний Тагил Зрителей: 310 Судьи: Сергей Круг, Андрей Курносов, Денис Кучик |
| 29 октября 2013 15:00 | Отчёт | Олег Баранов 18                      | Очки     | Артур Усков 16      | Спортивный зал «Старый Соболь», Нижний Тагил Зрителей: 310 Судьи: Сергей Круг, Андрей Курносов, Денис Кучик |
| 29 октября 2013 15:00 | Отчёт | Дмитрий Николаев, Дмитрий Флис по 10 | Подборы  | Павел Шилин 6       | Спортивный зал «Старый Соболь», Нижний Тагил Зрителей: 310 Судьи: Сергей Круг, Андрей Курносов, Денис Кучик |
| 29 октября 2013 15:00 | Отчёт | Антон Глазунов 11                    | Передачи | Артур Усков 7       | Спортивный зал «Старый Соболь», Нижний Тагил Зрителей: 310 Судьи: Сергей Круг, Андрей Курносов, Денис Кучик |

| 29 октября 2013 18:00 | Отчёт | ТЕМП-СУМЗ (Ревда)                    | 85:73    | Старый Соболь (Нижний Тагил) | Спортивный зал «Старый Соболь», Нижний Тагил Зрителей: 310 Судьи: Василий Галкин, Александр Демин, Олег Журавлев |
| 29 октября 2013 18:00 | Отчёт | 16:27, 27:13, 17:19, 25:14           |          |                              | Спортивный зал «Старый Соболь», Нижний Тагил Зрителей: 310 Судьи: Василий Галкин, Александр Демин, Олег Журавлев |
| 29 октября 2013 18:00 | Отчёт | Владимир Белов 20                    | Очки     | Александр Голубев 19         | Спортивный зал «Старый Соболь», Нижний Тагил Зрителей: 310 Судьи: Василий Галкин, Александр Демин, Олег Журавлев |
| 29 октября 2013 18:00 | Отчёт | Владимир Белов 8                     | Подборы  | Максим Синельников 7         | Спортивный зал «Старый Соболь», Нижний Тагил Зрителей: 310 Судьи: Василий Галкин, Александр Демин, Олег Журавлев |
| 29 октября 2013 18:00 | Отчёт | Максим Захаров, Алексей Комаров по 4 | Передачи | Илья Подобедов 4             | Спортивный зал «Старый Соболь», Нижний Тагил Зрителей: 310 Судьи: Василий Галкин, Александр Демин, Олег Журавлев |

| 30 октября 2013 18:00 | Отчёт | Старый Соболь (Нижний Тагил)                | 68:103   | Урал (Екатеринбург)   | Спортивный зал «Старый Соболь», Нижний Тагил Зрителей: 470 Судьи: Сергей Круг, Александр Демин, Денис Кучик |
| 30 октября 2013 18:00 | Отчёт | 19:23, 20:30, 12:25, 17:25                  |          |                       | Спортивный зал «Старый Соболь», Нижний Тагил Зрителей: 470 Судьи: Сергей Круг, Александр Демин, Денис Кучик |
| 30 октября 2013 18:00 | Отчёт | Максим Синельников 17                       | Очки     | Александр Корчагин 16 | Спортивный зал «Старый Соболь», Нижний Тагил Зрителей: 470 Судьи: Сергей Круг, Александр Демин, Денис Кучик |
| 30 октября 2013 18:00 | Отчёт | Александр Вертелов, Максим Синельников по 4 | Подборы  | Дмитрий Черемных 12   | Спортивный зал «Старый Соболь», Нижний Тагил Зрителей: 470 Судьи: Сергей Круг, Александр Демин, Денис Кучик |
| 30 октября 2013 18:00 | Отчёт | Максим Синельников 6                        | Передачи | Антон Глазунов 8      | Спортивный зал «Старый Соболь», Нижний Тагил Зрителей: 470 Судьи: Сергей Круг, Александр Демин, Денис Кучик |

| 30 октября 2013 15:00 | Отчёт | Динамо-ЮЗГУ (Курск)        | 84:116   | ТЕМП-СУМЗ (Ревда)   | Спортивный зал «Старый Соболь», Нижний Тагил Зрителей: 310 Судьи: Василий Галкин, Олег Журавлев, Андрей Курносов |
| 30 октября 2013 15:00 | Отчёт | 28:28, 19:30, 12:26, 25:32 |          |                     | Спортивный зал «Старый Соболь», Нижний Тагил Зрителей: 310 Судьи: Василий Галкин, Олег Журавлев, Андрей Курносов |
| 30 октября 2013 15:00 | Отчёт | Артур Усков 20             | Очки     | Максим Дыбовский 24 | Спортивный зал «Старый Соболь», Нижний Тагил Зрителей: 310 Судьи: Василий Галкин, Олег Журавлев, Андрей Курносов |
| 30 октября 2013 15:00 | Отчёт | Павел Шилин 12             | Подборы  | Максим Дыбовский 8  | Спортивный зал «Старый Соболь», Нижний Тагил Зрителей: 310 Судьи: Василий Галкин, Олег Журавлев, Андрей Курносов |
| 30 октября 2013 15:00 | Отчёт | Артём Никуличев 6          | Передачи | Три игрока по 5     | Спортивный зал «Старый Соболь», Нижний Тагил Зрителей: 310 Судьи: Василий Галкин, Олег Журавлев, Андрей Курносов |

| 31 октября 2013 15:00 | Отчёт | Урал (Екатеринбург)              | 82:89 ОТ | ТЕМП-СУМЗ (Ревда) | Спортивный зал «Старый Соболь», Нижний Тагил Зрителей: 307 Судьи: Сергей Круг, Александр Демин, Олег Журавлев |
| 31 октября 2013 15:00 | Отчёт | 22:21, 28:19, 16:19, 10:17, 6:13 |          |                   | Спортивный зал «Старый Соболь», Нижний Тагил Зрителей: 307 Судьи: Сергей Круг, Александр Демин, Олег Журавлев |
| 31 октября 2013 15:00 | Отчёт | Лэнс Харрис 21                   | Очки     | Владимир Белов 22 | Спортивный зал «Старый Соболь», Нижний Тагил Зрителей: 307 Судьи: Сергей Круг, Александр Демин, Олег Журавлев |
| 31 октября 2013 15:00 | Отчёт | Аарон Мак Ги 9                   | Подборы  | Владимир Белов 13 | Спортивный зал «Старый Соболь», Нижний Тагил Зрителей: 307 Судьи: Сергей Круг, Александр Демин, Олег Журавлев |
| 31 октября 2013 15:00 | Отчёт | Антон Глазунов 7                 | Передачи | Владимир Белов 4  | Спортивный зал «Старый Соболь», Нижний Тагил Зрителей: 307 Судьи: Сергей Круг, Александр Демин, Олег Журавлев |

| 31 октября 2013 18:00 | Отчёт | Старый Соболь (Нижний Тагил)             | 71:86    | Динамо-ЮЗГУ (Курск) | Спортивный зал «Старый Соболь», Нижний Тагил Зрителей: 403 Судьи: Василий Галкин, Денис Кучик, Андрей Курносов |
| 31 октября 2013 18:00 | Отчёт | 16:26, 16:16, 13:18, 26:26               |          |                     | Спортивный зал «Старый Соболь», Нижний Тагил Зрителей: 403 Судьи: Василий Галкин, Денис Кучик, Андрей Курносов |
| 31 октября 2013 18:00 | Отчёт | Роман Кшнякин 21                         | Очки     | Михаил Юдов 23      | Спортивный зал «Старый Соболь», Нижний Тагил Зрителей: 403 Судьи: Василий Галкин, Денис Кучик, Андрей Курносов |
| 31 октября 2013 18:00 | Отчёт | Роман Кшнякин, Даниил Логинов по 10      | Подборы  | Андрей Лисовский 10 | Спортивный зал «Старый Соболь», Нижний Тагил Зрителей: 403 Судьи: Василий Галкин, Денис Кучик, Андрей Курносов |
| 31 октября 2013 18:00 | Отчёт | Алексей Макаров, Максим Синельников по 4 | Передачи | Денис Лутиков 5     | Спортивный зал «Старый Соболь», Нижний Тагил Зрителей: 403 Судьи: Василий Галкин, Денис Кучик, Андрей Курносов |

### Группа В1
| Место                 | Команда                   | Игры | Поб | Пор | Забито | Пропущено | +/- | Очки |
| --------------------- | ------------------------- | ---- | --- | --- | ------ | --------- | --- | ---- |
| 1                     | Рускон-Мордовия (Саранск) | 3    | 3   | 0   | 245    | 170       | +75 | 6    |
| 2                     | Атаман (Ростов-на-Дону)   | 3    | 2   | 1   | 182    | 214       | −32 | 5    |
| 4                     | Согдиана-СКИФ (Воронеж)   | 3    | 1   | 2   | 208    | 213       | −5  | 4    |
| 3                     | Союз (Заречный)           | 3    | 0   | 3   | 194    | 232       | −38 | 3    |
| Данные на 01.11.2013. |                           |      |     |     |        |           |     |      |

| 29 октября 2013 16:00 | Отчёт | Атаман (Ростов-на-Дону)                  | 58:55    | Согдиана-СКИФ (Воронеж)         | Спорткомплекс ВГИФК-2, Воронеж Зрителей: 150 Судьи: Федор Дмитриев, Максим Яковенко, Сергей Чуб |
| 29 октября 2013 16:00 | Отчёт | 27:13, 10:16, 7:10, 14:16                |          |                                 | Спорткомплекс ВГИФК-2, Воронеж Зрителей: 150 Судьи: Федор Дмитриев, Максим Яковенко, Сергей Чуб |
| 29 октября 2013 16:00 | Отчёт | Александр Карпухин 20                    | Очки     | Юрий Кочнев 10                  | Спорткомплекс ВГИФК-2, Воронеж Зрителей: 150 Судьи: Федор Дмитриев, Максим Яковенко, Сергей Чуб |
| 29 октября 2013 16:00 | Отчёт | Кирилл Пищальников 13                    | Подборы  | Юрий Кочнев 8                   | Спорткомплекс ВГИФК-2, Воронеж Зрителей: 150 Судьи: Федор Дмитриев, Максим Яковенко, Сергей Чуб |
| 29 октября 2013 16:00 | Отчёт | Кирилл Пищальников, Андрей Матеюнас по 3 | Передачи | Михаил Бойко, Сергей Панин по 3 | Спорткомплекс ВГИФК-2, Воронеж Зрителей: 150 Судьи: Федор Дмитриев, Максим Яковенко, Сергей Чуб |

| 29 октября 2013 13:45 | Отчёт | Рускон-Мордовия (Саранск)                 | 69:56    | Союз (Заречный)     | Спорткомплекс ВГИФК-2, Воронеж Зрителей: 0 Судьи: Антон Махлин, Юрий Назаренко, Андрей Андреев |
| 29 октября 2013 13:45 | Отчёт | 19:16, 15:12, 14:15, 21:13                |          |                     | Спорткомплекс ВГИФК-2, Воронеж Зрителей: 0 Судьи: Антон Махлин, Юрий Назаренко, Андрей Андреев |
| 29 октября 2013 13:45 | Отчёт | Александр Варнаков 14                     | Очки     | Дмитрий Поносов 14  | Спорткомплекс ВГИФК-2, Воронеж Зрителей: 0 Судьи: Антон Махлин, Юрий Назаренко, Андрей Андреев |
| 29 октября 2013 13:45 | Отчёт | Сергей Караулов, Алексей Карпеко по 9     | Подборы  | Константин Бреев 10 | Спорткомплекс ВГИФК-2, Воронеж Зрителей: 0 Судьи: Антон Махлин, Юрий Назаренко, Андрей Андреев |
| 29 октября 2013 13:45 | Отчёт | Григорий Андреев, Александр Варнаков по 3 | Передачи | Антон Ланчаков 3    | Спорткомплекс ВГИФК-2, Воронеж Зрителей: 0 Судьи: Антон Махлин, Юрий Назаренко, Андрей Андреев |

| 30 октября 2013 13:45 | Отчёт | Союз (Заречный)            | 62:74    | Атаман (Ростов-на-Дону) | Спорткомплекс ВГИФК-2, Воронеж Зрителей: 80 Судьи: Антон Махлин, Юрий Назаренко, Сергей Чуб |
| 30 октября 2013 13:45 | Отчёт | 14:21, 11:22, 16:16, 21:15 |          |                         | Спорткомплекс ВГИФК-2, Воронеж Зрителей: 80 Судьи: Антон Махлин, Юрий Назаренко, Сергей Чуб |
| 30 октября 2013 13:45 | Отчёт | Виталий Киселев 23         | Очки     | Алексей Цветков 15      | Спорткомплекс ВГИФК-2, Воронеж Зрителей: 80 Судьи: Антон Махлин, Юрий Назаренко, Сергей Чуб |
| 30 октября 2013 13:45 | Отчёт | Константин Бреев 7         | Подборы  | Кирилл Пищальников 7    | Спорткомплекс ВГИФК-2, Воронеж Зрителей: 80 Судьи: Антон Махлин, Юрий Назаренко, Сергей Чуб |
| 30 октября 2013 13:45 | Отчёт | Виталий Киселев 4          | Передачи | Александр Карпухин 5    | Спорткомплекс ВГИФК-2, Воронеж Зрителей: 80 Судьи: Антон Махлин, Юрий Назаренко, Сергей Чуб |

| 30 октября 2013 16:00 | Отчёт | Согдиана-СКИФ (Воронеж)              | 64:79    | Рускон-Мордовия (Саранск) | Спорткомплекс ВГИФК-2, Воронеж Зрителей: 80 Судьи: Федор Дмитриев, Максим Яковенко, Андрей Андреев |
| 30 октября 2013 16:00 | Отчёт | 15:20, 12:24, 18:18, 19:17           |          |                           | Спорткомплекс ВГИФК-2, Воронеж Зрителей: 80 Судьи: Федор Дмитриев, Максим Яковенко, Андрей Андреев |
| 30 октября 2013 16:00 | Отчёт | Юрий Кочнев, Владимир Чичайкин по 12 | Очки     | Глеб Герасименко 14       | Спорткомплекс ВГИФК-2, Воронеж Зрителей: 80 Судьи: Федор Дмитриев, Максим Яковенко, Андрей Андреев |
| 30 октября 2013 16:00 | Отчёт | Борис Гурьев, Юрий Кочнев по 8       | Подборы  | Сергей Караулов 15        | Спорткомплекс ВГИФК-2, Воронеж Зрителей: 80 Судьи: Федор Дмитриев, Максим Яковенко, Андрей Андреев |
| 30 октября 2013 16:00 | Отчёт | Наиль Гафаров, Сергей Панин по 4     | Передачи | Сергей Хлопов 4           | Спорткомплекс ВГИФК-2, Воронеж Зрителей: 80 Судьи: Федор Дмитриев, Максим Яковенко, Андрей Андреев |

| 31 октября 2013 13:45 | Отчёт | Атаман (Ростов-на-Дону)   | 50:97    | Рускон-Мордовия (Саранск) | Спорткомплекс ВГИФК-2, Воронеж Зрителей: 100 Судьи: Антон Махлин, Федор Дмитриев, Андрей Андреев |
| 31 октября 2013 13:45 | Отчёт | 13:28, 9:21, 16:14, 12:34 |          |                           | Спорткомплекс ВГИФК-2, Воронеж Зрителей: 100 Судьи: Антон Махлин, Федор Дмитриев, Андрей Андреев |
| 31 октября 2013 13:45 | Отчёт | Алексей Цветков 20        | Очки     | Сергей Караулов 19        | Спорткомплекс ВГИФК-2, Воронеж Зрителей: 100 Судьи: Антон Махлин, Федор Дмитриев, Андрей Андреев |
| 31 октября 2013 13:45 | Отчёт | Константин Бреев 8        | Подборы  | Сергей Караулов 11        | Спорткомплекс ВГИФК-2, Воронеж Зрителей: 100 Судьи: Антон Махлин, Федор Дмитриев, Андрей Андреев |
| 31 октября 2013 13:45 | Отчёт | Андрей Матеюнас 8         | Передачи | Григорий Андреев 7        | Спорткомплекс ВГИФК-2, Воронеж Зрителей: 100 Судьи: Антон Махлин, Федор Дмитриев, Андрей Андреев |

| 31 октября 2013 16:00 | Отчёт | Союз (Заречный)            | 76:89    | Согдиана-СКИФ (Воронеж) | Спорткомплекс ВГИФК-2, Воронеж Зрителей: 200 Судьи: Максим Яковенко, Сергей Чуб, Юрий Назаренко |
| 31 октября 2013 16:00 | Отчёт | 18:18, 19:27, 13:24, 26:20 |          |                         | Спорткомплекс ВГИФК-2, Воронеж Зрителей: 200 Судьи: Максим Яковенко, Сергей Чуб, Юрий Назаренко |
| 31 октября 2013 16:00 | Отчёт | Константин Бреев 16        | Очки     | Денис Бжевский 21       | Спорткомплекс ВГИФК-2, Воронеж Зрителей: 200 Судьи: Максим Яковенко, Сергей Чуб, Юрий Назаренко |
| 31 октября 2013 16:00 | Отчёт | Константин Бреев 8         | Подборы  | Юрий Кочнев 10          | Спорткомплекс ВГИФК-2, Воронеж Зрителей: 200 Судьи: Максим Яковенко, Сергей Чуб, Юрий Назаренко |
| 31 октября 2013 16:00 | Отчёт | Олег Филин 5               | Передачи | Михаил Бойко 5          | Спорткомплекс ВГИФК-2, Воронеж Зрителей: 200 Судьи: Максим Яковенко, Сергей Чуб, Юрий Назаренко |

### Группа Г1
| Место                 | Команда              | Игры | Поб | Пор | Забито | Пропущено | +/- | Очки |
| --------------------- | -------------------- | ---- | --- | --- | ------ | --------- | --- | ---- |
| 1                     | Автодор (Саратов)    | 3    | 3   | 0   | 284    | 225       | +59 | 6    |
| 2                     | ЦСКА-2 (Москва)      | 3    | 2   | 1   | 205    | 208       | −3  | 5    |
| 3                     | Динамо (Москва)      | 3    | 1   | 2   | 207    | 226       | −19 | 4    |
| 4                     | Самара-СГЭУ (Самара) | 3    | 0   | 3   | 192    | 229       | −37 | 3    |
| Данные на 01.11.2013. |                      |      |     |     |        |           |     |      |

| 29 октября 2013 19:00 | Отчёт | Автодор (Саратов)          | 85:73    | ЦСКА-2 (Москва)       | ФОК «Звездный», Саратов Зрителей: 700 Судьи: Сергей Буланов, Алексей Пушкарев, Максим Житлухин |
| 29 октября 2013 19:00 | Отчёт | 24:16, 21:11, 19:24, 21:22 |          |                       | ФОК «Звездный», Саратов Зрителей: 700 Судьи: Сергей Буланов, Алексей Пушкарев, Максим Житлухин |
| 29 октября 2013 19:00 | Отчёт | Артём Клименко 13          | Очки     | Артём Комолов 20      | ФОК «Звездный», Саратов Зрителей: 700 Судьи: Сергей Буланов, Алексей Пушкарев, Максим Житлухин |
| 29 октября 2013 19:00 | Отчёт | Алексей Вздыхалкин 7       | Подборы  | Александр Ганькевич 7 | ФОК «Звездный», Саратов Зрителей: 700 Судьи: Сергей Буланов, Алексей Пушкарев, Максим Житлухин |
| 29 октября 2013 19:00 | Отчёт | Кортни Фортсон 7           | Передачи | Артём Комолов 4       | ФОК «Звездный», Саратов Зрителей: 700 Судьи: Сергей Буланов, Алексей Пушкарев, Максим Житлухин |

| 29 октября 2013 15:30 | Отчёт | Динамо (Москва)                        | 68:56    | Самара-СГЭУ (Самара) | ФОК «Звездный», Саратов Зрителей: 550 Судьи: Геннадий Пономарев, Александр Богачев, Алексей Гончаров |
| 29 октября 2013 15:30 | Отчёт | 21:13, 19:10, 15:13, 13:20             |          |                      | ФОК «Звездный», Саратов Зрителей: 550 Судьи: Геннадий Пономарев, Александр Богачев, Алексей Гончаров |
| 29 октября 2013 15:30 | Отчёт | Алексей Кузнецов, Глеб Плотников по 14 | Очки     | Сергей Погосян 15    | ФОК «Звездный», Саратов Зрителей: 550 Судьи: Геннадий Пономарев, Александр Богачев, Алексей Гончаров |
| 29 октября 2013 15:30 | Отчёт | Алексей Кузнецов 8                     | Подборы  | Сергей Топоров 10    | ФОК «Звездный», Саратов Зрителей: 550 Судьи: Геннадий Пономарев, Александр Богачев, Алексей Гончаров |
| 29 октября 2013 15:30 | Отчёт | Сердар Аннаев, Денис Захаров по 4      | Передачи | Сергей Топоров 3     | ФОК «Звездный», Саратов Зрителей: 550 Судьи: Геннадий Пономарев, Александр Богачев, Алексей Гончаров |

| 30 октября 2013 19:00 | Отчёт | Самара-СГЭУ (Самара)       | 75:95    | Автодор (Саратов) | ФОК «Звездный», Саратов Зрителей: 1050 Судьи: Геннадий Пономарев, Алексей Пушкарев, Максим Житлухин |
| 30 октября 2013 19:00 | Отчёт | 16:21, 16:33, 14:26, 29:15 |          |                   | ФОК «Звездный», Саратов Зрителей: 1050 Судьи: Геннадий Пономарев, Алексей Пушкарев, Максим Житлухин |
| 30 октября 2013 19:00 | Отчёт | Сергей Погосян 22          | Очки     | Артём Клименко 24 | ФОК «Звездный», Саратов Зрителей: 1050 Судьи: Геннадий Пономарев, Алексей Пушкарев, Максим Житлухин |
| 30 октября 2013 19:00 | Отчёт | Алексей Чиликин 8          | Подборы  | Артём Клименко 10 | ФОК «Звездный», Саратов Зрителей: 1050 Судьи: Геннадий Пономарев, Алексей Пушкарев, Максим Житлухин |
| 30 октября 2013 19:00 | Отчёт | Александр Голяхов 4        | Передачи | Кортни Фортсон 8  | ФОК «Звездный», Саратов Зрителей: 1050 Судьи: Геннадий Пономарев, Алексей Пушкарев, Максим Житлухин |

| 30 октября 2013 15:30 | Отчёт | ЦСКА-2 (Москва)                            | 66:62    | Динамо (Москва)                       | ФОК «Звездный», Саратов Зрителей: 540 Судьи: Сергей Буланов, Александр Богачев, Алексей Гончаров |
| 30 октября 2013 15:30 | Отчёт | 7:17, 16:8, 18:12, 25:25                   |          |                                       | ФОК «Звездный», Саратов Зрителей: 540 Судьи: Сергей Буланов, Александр Богачев, Алексей Гончаров |
| 30 октября 2013 15:30 | Отчёт | Артём Комолов 15                           | Очки     | Денис Захаров 15                      | ФОК «Звездный», Саратов Зрителей: 540 Судьи: Сергей Буланов, Александр Богачев, Алексей Гончаров |
| 30 октября 2013 15:30 | Отчёт | Антон Астапкович, Александр Ганькевич по 8 | Подборы  | Денис Захаров, Владислав Трушкин по 6 | ФОК «Звездный», Саратов Зрителей: 540 Судьи: Сергей Буланов, Александр Богачев, Алексей Гончаров |
| 30 октября 2013 15:30 | Отчёт | Александр Ганькевич 3                      | Передачи | Денис Захаров 4                       | ФОК «Звездный», Саратов Зрителей: 540 Судьи: Сергей Буланов, Александр Богачев, Алексей Гончаров |

| 31 октября 2013 19:00 | Отчёт | Автодор (Саратов)         | 104:77   | Динамо (Москва)                        | ФОК «Звездный», Саратов Зрителей: 1100 Судьи: Сергей Буланов, Алексей Пушкарев, Алексей Гончаров |
| 31 октября 2013 19:00 | Отчёт | 28:23, 27:12, 27:33, 22:9 |          |                                        | ФОК «Звездный», Саратов Зрителей: 1100 Судьи: Сергей Буланов, Алексей Пушкарев, Алексей Гончаров |
| 31 октября 2013 19:00 | Отчёт | Кортни Фортсон 38         | Очки     | Денис Захаров 20                       | ФОК «Звездный», Саратов Зрителей: 1100 Судьи: Сергей Буланов, Алексей Пушкарев, Алексей Гончаров |
| 31 октября 2013 19:00 | Отчёт | Федор Лихолитов 9         | Подборы  | Денис Захаров, Никита Степаненков по 6 | ФОК «Звездный», Саратов Зрителей: 1100 Судьи: Сергей Буланов, Алексей Пушкарев, Алексей Гончаров |
| 31 октября 2013 19:00 | Отчёт | Кортни Фортсон 5          | Передачи | Денис Захаров 5                        | ФОК «Звездный», Саратов Зрителей: 1100 Судьи: Сергей Буланов, Алексей Пушкарев, Алексей Гончаров |

| 31 октября 2013 15:30 | Отчёт | Самара-СГЭУ (Самара)                   | 61:68    | ЦСКА-2 (Москва)      | ФОК «Звездный», Саратов Судьи: Геннадий Пономарев, Александр Богачев, Максим Житлухин |
| 31 октября 2013 15:30 | Отчёт | 17:19, 14:15, 18:17, 12:15             |          |                      | ФОК «Звездный», Саратов Судьи: Геннадий Пономарев, Александр Богачев, Максим Житлухин |
| 31 октября 2013 15:30 | Отчёт | Кусакин Евгений 17                     | Очки     | Александр Гудумак 21 | ФОК «Звездный», Саратов Судьи: Геннадий Пономарев, Александр Богачев, Максим Житлухин |
| 31 октября 2013 15:30 | Отчёт | Алексей Назаров, Дмитрий Некрасов по 7 | Подборы  | Антон Астапкович 7   | ФОК «Звездный», Саратов Судьи: Геннадий Пономарев, Александр Богачев, Максим Житлухин |
| 31 октября 2013 15:30 | Отчёт | Александр Голяхов, Сергей Топоров по 2 | Передачи | Александр Гаврилов 3 | ФОК «Звездный», Саратов Судьи: Геннадий Пономарев, Александр Богачев, Максим Житлухин |

### Группа Д1
| Место                 | Команда                   | Игры | Поб | Пор | Забито | Пропущено | +/- | Очки |
| --------------------- | ------------------------- | ---- | --- | --- | ------ | --------- | --- | ---- |
| 1                     | Химки-2 (Московская обл.) | 3    | 3   | 0   | 210    | 169       | +41 | 6    |
| 2                     | Рязань (Рязань)           | 3    | 2   | 1   | 217    | 203       | +14 | 5    |
| 3                     | Парма (Пермь)             | 3    | 1   | 2   | 216    | 195       | +21 | 4    |
| 3                     | Динамо (Ставрополь)       | 3    | 0   | 3   | 154    | 230       | −76 | 3    |
| Данные на 01.11.2013. |                           |      |     |     |        |           |     |      |

| 29 октября 2013 16:00 | Отчёт | Рязань (Рязань)                      | 75:60    | Динамо (Ставрополь)   | Баскетбольный центр Химки, Химки Зрителей: 50 Судьи: Алексей Чудин, Владислав Воронин, Алексей Гуньков |
| 29 октября 2013 16:00 | Отчёт | 19:22, 16:12, 19:11, 21:15           |          |                       | Баскетбольный центр Химки, Химки Зрителей: 50 Судьи: Алексей Чудин, Владислав Воронин, Алексей Гуньков |
| 29 октября 2013 16:00 | Отчёт | Евгений Карпеко 16                   | Очки     | Денис Парфенов 17     | Баскетбольный центр Химки, Химки Зрителей: 50 Судьи: Алексей Чудин, Владислав Воронин, Алексей Гуньков |
| 29 октября 2013 16:00 | Отчёт | Евгений Карпеко, Сергей Захаров по 7 | Подборы  | Алексей Вагнер 6      | Баскетбольный центр Химки, Химки Зрителей: 50 Судьи: Алексей Чудин, Владислав Воронин, Алексей Гуньков |
| 29 октября 2013 16:00 | Отчёт | Евгений Маринин 8                    | Передачи | Александр Самофалов 6 | Баскетбольный центр Химки, Химки Зрителей: 50 Судьи: Алексей Чудин, Владислав Воронин, Алексей Гуньков |

| 29 октября 2013 14:00 | Отчёт | Парма (Пермь)            | 62:66    | Химки-2 (Московская обл.)               | Баскетбольный центр Химки, Химки Зрителей: 50 Судьи: Александр Говердовский, Дмитрий Соболев, Алексей Стрельченко |
| 29 октября 2013 14:00 | Отчёт | 18:20, 9:25, 17:3, 18:18 |          |                                         | Баскетбольный центр Химки, Химки Зрителей: 50 Судьи: Александр Говердовский, Дмитрий Соболев, Алексей Стрельченко |
| 29 октября 2013 14:00 | Отчёт | Сергей Чернов 13         | Очки     | Станислав Ильницкий 20                  | Баскетбольный центр Химки, Химки Зрителей: 50 Судьи: Александр Говердовский, Дмитрий Соболев, Алексей Стрельченко |
| 29 октября 2013 14:00 | Отчёт | Три игрока по 6          | Подборы  | Станислав Ильницкий 7                   | Баскетбольный центр Химки, Химки Зрителей: 50 Судьи: Александр Говердовский, Дмитрий Соболев, Алексей Стрельченко |
| 29 октября 2013 14:00 | Отчёт | Сергей Чернов 3          | Передачи | Станислав Ильницкий, Андрей Бычков по 3 | Баскетбольный центр Химки, Химки Зрителей: 50 Судьи: Александр Говердовский, Дмитрий Соболев, Алексей Стрельченко |

| 30 октября 2013 16:00 | Отчёт | Химки-2 (Московская обл.)                 | 77:62    | Рязань (Рязань)    | Баскетбольный центр Химки, Химки Зрителей: 0 Судьи: Алексей Чудин, Владислав Воронин, Дмитрий Соболев |
| 30 октября 2013 16:00 | Отчёт | 19:16, 16:9, 21:15, 21:22                 |          |                    | Баскетбольный центр Химки, Химки Зрителей: 0 Судьи: Алексей Чудин, Владислав Воронин, Дмитрий Соболев |
| 30 октября 2013 16:00 | Отчёт | Александр Захаров 23                      | Очки     | Евгений Карпеко 15 | Баскетбольный центр Химки, Химки Зрителей: 0 Судьи: Алексей Чудин, Владислав Воронин, Дмитрий Соболев |
| 30 октября 2013 16:00 | Отчёт | Станислав Ильницкий, Роман Афанасьев по 8 | Подборы  | Евгений Карпеко 8  | Баскетбольный центр Химки, Химки Зрителей: 0 Судьи: Алексей Чудин, Владислав Воронин, Дмитрий Соболев |
| 30 октября 2013 16:00 | Отчёт | Андрей Бычков 6                           | Передачи | Павел Ильменков 3  | Баскетбольный центр Химки, Химки Зрителей: 0 Судьи: Алексей Чудин, Владислав Воронин, Дмитрий Соболев |

| 30 октября 2013 14:00 | Отчёт | Динамо (Ставрополь)        | 49:88    | Парма (Пермь)     | Баскетбольный центр Химки, Химки Зрителей: 50 Судьи: Александр Говердовский, Алексей Гуньков, Алексей Стрельченко |
| 30 октября 2013 14:00 | Отчёт | 14:25, 11:25, 10:24, 14:16 |          |                   | Баскетбольный центр Химки, Химки Зрителей: 50 Судьи: Александр Говердовский, Алексей Гуньков, Алексей Стрельченко |
| 30 октября 2013 14:00 | Отчёт | Алексей Вагнер 17          | Очки     | Антон Бревнов 15  | Баскетбольный центр Химки, Химки Зрителей: 50 Судьи: Александр Говердовский, Алексей Гуньков, Алексей Стрельченко |
| 30 октября 2013 14:00 | Отчёт | Алексей Вагнер 9           | Подборы  | Никита Павлушин 6 | Баскетбольный центр Химки, Химки Зрителей: 50 Судьи: Александр Говердовский, Алексей Гуньков, Алексей Стрельченко |
| 30 октября 2013 14:00 | Отчёт | Игорь Гутнев 6             | Передачи | Сергей Чернов 5   | Баскетбольный центр Химки, Химки Зрителей: 50 Судьи: Александр Говердовский, Алексей Гуньков, Алексей Стрельченко |

| 31 октября 2013 14:00 | Отчёт | Рязань (Рязань)            | 80:66    | Парма (Пермь)                      | Баскетбольный центр Химки, Химки Зрителей: 50 Судьи: Александр Говердовский, Владислав Воронин, Алексей Гуньков |
| 31 октября 2013 14:00 | Отчёт | 17:14, 18:15, 22:20, 23:17 |          |                                    | Баскетбольный центр Химки, Химки Зрителей: 50 Судьи: Александр Говердовский, Владислав Воронин, Алексей Гуньков |
| 31 октября 2013 14:00 | Отчёт | Валентин Юрчик 22          | Очки     | Николай Жмако, Артём Русаков по 12 | Баскетбольный центр Химки, Химки Зрителей: 50 Судьи: Александр Говердовский, Владислав Воронин, Алексей Гуньков |
| 31 октября 2013 14:00 | Отчёт | Три игрока по 7            | Подборы  | Николай Жмако 6                    | Баскетбольный центр Химки, Химки Зрителей: 50 Судьи: Александр Говердовский, Владислав Воронин, Алексей Гуньков |
| 31 октября 2013 14:00 | Отчёт | Драмир Зибиров 5           | Передачи | Сергей Чернов 4                    | Баскетбольный центр Химки, Химки Зрителей: 50 Судьи: Александр Говердовский, Владислав Воронин, Алексей Гуньков |

| 31 октября 2013 16:00 | Отчёт | Химки-2 (Московская обл.)               | 67:45    | Динамо (Ставрополь)                      | Баскетбольный центр Химки, Химки Зрителей: 100 Судьи: Алексей Чудин, Дмитрий Соболев, Алексей Стрельченко |
| 31 октября 2013 16:00 | Отчёт | 13:11, 22:10, 18:14, 14:10              |          |                                          | Баскетбольный центр Химки, Химки Зрителей: 100 Судьи: Алексей Чудин, Дмитрий Соболев, Алексей Стрельченко |
| 31 октября 2013 16:00 | Отчёт | Станислав Ильницкий 15                  | Очки     | Алексей Островский 12                    | Баскетбольный центр Химки, Химки Зрителей: 100 Судьи: Алексей Чудин, Дмитрий Соболев, Алексей Стрельченко |
| 31 октября 2013 16:00 | Отчёт | Станислав Ильницкий, Максим Числов по 7 | Подборы  | Роман Пехов 8                            | Баскетбольный центр Химки, Химки Зрителей: 100 Судьи: Алексей Чудин, Дмитрий Соболев, Алексей Стрельченко |
| 31 октября 2013 16:00 | Отчёт | Максим Числов 6                         | Передачи | Алексей Вагнер, Александр Самофалов по 3 | Баскетбольный центр Химки, Химки Зрителей: 100 Судьи: Алексей Чудин, Дмитрий Соболев, Алексей Стрельченко |

### Группа Е1
| Место                 | Команда                   | Игры | Поб | Пор | Забито | Пропущено | +/- | Очки |
| --------------------- | ------------------------- | ---- | --- | --- | ------ | --------- | --- | ---- |
| 1                     | Университет-Югра (Сургут) | 3    | 3   | 0   | 281    | 198       | +83 | 6    |
| 2                     | АлтайБаскет (Барнаул)     | 3    | 2   | 1   | 220    | 211       | +9  | 5    |
| 3                     | Уникс-2 (Казань)          | 3    | 1   | 2   | 207    | 247       | −40 | 4    |
| 4                     | МБА (Москва)              | 3    | 0   | 3   | 184    | 236       | −52 | 3    |
| Данные на 01.11.2013. |                           |      |     |     |        |           |     |      |

| 29 октября 2013 19:30 | Отчёт | Университет-Югра (Сургут)             | 95:59    | МБА (Москва)        | Спорткомплекс «Энергетик», Сургут Зрителей: 510 Судьи: Игорь Деменков, Владимир Разбежкин, Антон Жук |
| 29 октября 2013 19:30 | Отчёт | 22:12, 25:14, 27:15, 21:18            |          |                     | Спорткомплекс «Энергетик», Сургут Зрителей: 510 Судьи: Игорь Деменков, Владимир Разбежкин, Антон Жук |
| 29 октября 2013 19:30 | Отчёт | Илья Александров 20                   | Очки     | Вячеслав Брыкин 13  | Спорткомплекс «Энергетик», Сургут Зрителей: 510 Судьи: Игорь Деменков, Владимир Разбежкин, Антон Жук |
| 29 октября 2013 19:30 | Отчёт | Артём Ольхов, Александр Савенков по 8 | Подборы  | Александр Тихонин 6 | Спорткомплекс «Энергетик», Сургут Зрителей: 510 Судьи: Игорь Деменков, Владимир Разбежкин, Антон Жук |
| 29 октября 2013 19:30 | Отчёт | Геннадий Зеленский 5                  | Передачи | Павел Шавкунов 3    | Спорткомплекс «Энергетик», Сургут Зрителей: 510 Судьи: Игорь Деменков, Владимир Разбежкин, Антон Жук |

| 29 октября 2013 17:00 | Отчёт | АлтайБаскет (Барнаул)      | 82:65    | Уникс-2 (Казань)       | Спорткомплекс «Энергетик», Сургут Зрителей: 510 Судьи: Рафаэль Ганиев, Юрий Зинкевич, Алексей Ревенко |
| 29 октября 2013 17:00 | Отчёт | 19:17, 23:12, 24:16, 16:20 |          |                        | Спорткомплекс «Энергетик», Сургут Зрителей: 510 Судьи: Рафаэль Ганиев, Юрий Зинкевич, Алексей Ревенко |
| 29 октября 2013 17:00 | Отчёт | Александр Пушкин 21        | Очки     | Александр Клюев 21     | Спорткомплекс «Энергетик», Сургут Зрителей: 510 Судьи: Рафаэль Ганиев, Юрий Зинкевич, Алексей Ревенко |
| 29 октября 2013 17:00 | Отчёт | Андрей Ворон 7             | Подборы  | Александр Стуленков 11 | Спорткомплекс «Энергетик», Сургут Зрителей: 510 Судьи: Рафаэль Ганиев, Юрий Зинкевич, Алексей Ревенко |
| 29 октября 2013 17:00 | Отчёт | Павел Трушников 4          | Передачи | Пять игроков по 1      | Спорткомплекс «Энергетик», Сургут Зрителей: 510 Судьи: Рафаэль Ганиев, Юрий Зинкевич, Алексей Ревенко |

| 30 октября 2013 19:30 | Отчёт | Уникс-2 (Казань)           | 72:105   | Университет-Югра (Сургут) | Спорткомплекс «Энергетик», Сургут Зрителей: 510 Судьи: Игорь Деменков, Юрий Зинкевич, Алексей Ревенко |
| 30 октября 2013 19:30 | Отчёт | 17:40, 22:16, 18:29, 15:20 |          |                           | Спорткомплекс «Энергетик», Сургут Зрителей: 510 Судьи: Игорь Деменков, Юрий Зинкевич, Алексей Ревенко |
| 30 октября 2013 19:30 | Отчёт | Александр Клюев 19         | Очки     | Никола Лепоевич 30        | Спорткомплекс «Энергетик», Сургут Зрителей: 510 Судьи: Игорь Деменков, Юрий Зинкевич, Алексей Ревенко |
| 30 октября 2013 19:30 | Отчёт | Александр Стуленков 7      | Подборы  | Александр Савенков 8      | Спорткомплекс «Энергетик», Сургут Зрителей: 510 Судьи: Игорь Деменков, Юрий Зинкевич, Алексей Ревенко |
| 30 октября 2013 19:30 | Отчёт | Александр Клюев 4          | Передачи | Геннадий Зеленский 6      | Спорткомплекс «Энергетик», Сургут Зрителей: 510 Судьи: Игорь Деменков, Юрий Зинкевич, Алексей Ревенко |

| 30 октября 2013 17:00 | Отчёт | МБА (Москва)                              | 65:71    | АлтайБаскет (Барнаул) | Спорткомплекс «Энергетик», Сургут Зрителей: 510 Судьи: Рафаэль Ганиев, Владимир Разбежкин, Антон Жук |
| 30 октября 2013 17:00 | Отчёт | 12:21, 35:9, 9:19, 9:22                   |          |                       | Спорткомплекс «Энергетик», Сургут Зрителей: 510 Судьи: Рафаэль Ганиев, Владимир Разбежкин, Антон Жук |
| 30 октября 2013 17:00 | Отчёт | Павел Шавкунов 20                         | Очки     | Александр Пушкин 36   | Спорткомплекс «Энергетик», Сургут Зрителей: 510 Судьи: Рафаэль Ганиев, Владимир Разбежкин, Антон Жук |
| 30 октября 2013 17:00 | Отчёт | Константин Бабынин, Сергей Красавцев по 5 | Подборы  | Василий Гладышев 11   | Спорткомплекс «Энергетик», Сургут Зрителей: 510 Судьи: Рафаэль Ганиев, Владимир Разбежкин, Антон Жук |
| 30 октября 2013 17:00 | Отчёт | Константин Бабынин 2                      | Передачи | Александр Пушкин 3    | Спорткомплекс «Энергетик», Сургут Зрителей: 510 Судьи: Рафаэль Ганиев, Владимир Разбежкин, Антон Жук |

| 31 октября 2013 19:30 | Отчёт | Университет-Югра (Сургут)  | 81:67    | АлтайБаскет (Барнаул) | Спорткомплекс «Энергетик», Сургут Зрителей: 510 Судьи: Игорь Деменков, Рафаэль Ганиев, Алексей Ревенко |
| 31 октября 2013 19:30 | Отчёт | 18:17, 21:18, 22:12, 20:20 |          |                       | Спорткомплекс «Энергетик», Сургут Зрителей: 510 Судьи: Игорь Деменков, Рафаэль Ганиев, Алексей Ревенко |
| 31 октября 2013 19:30 | Отчёт | Никола Лепоевич 26         | Очки     | Александр Пушкин 18   | Спорткомплекс «Энергетик», Сургут Зрителей: 510 Судьи: Игорь Деменков, Рафаэль Ганиев, Алексей Ревенко |
| 31 октября 2013 19:30 | Отчёт | Александр Савенков 15      | Подборы  | Сергей Варламов 14    | Спорткомплекс «Энергетик», Сургут Зрителей: 510 Судьи: Игорь Деменков, Рафаэль Ганиев, Алексей Ревенко |
| 31 октября 2013 19:30 | Отчёт | Геннадий Зеленский 4       | Передачи | Андрей Вохмянин 5     | Спорткомплекс «Энергетик», Сургут Зрителей: 510 Судьи: Игорь Деменков, Рафаэль Ганиев, Алексей Ревенко |

| 31 октября 2013 17:00 | Отчёт | Уникс-2 (Казань)           | 70:60    | МБА (Москва)                            | Спорткомплекс «Энергетик», Сургут Зрителей: 510 Судьи: Владимир Разбежкин, Юрий Зинкевич, Антон Жук |
| 31 октября 2013 17:00 | Отчёт | 22:16, 11:11, 20:13, 17:20 |          |                                         | Спорткомплекс «Энергетик», Сургут Зрителей: 510 Судьи: Владимир Разбежкин, Юрий Зинкевич, Антон Жук |
| 31 октября 2013 17:00 | Отчёт | Александр Клюев 17         | Очки     | Иван Вадеев, Александр Тихонин по 11    | Спорткомплекс «Энергетик», Сургут Зрителей: 510 Судьи: Владимир Разбежкин, Юрий Зинкевич, Антон Жук |
| 31 октября 2013 17:00 | Отчёт | Александр Стуленков 8      | Подборы  | Александр Тихонин 10                    | Спорткомплекс «Энергетик», Сургут Зрителей: 510 Судьи: Владимир Разбежкин, Юрий Зинкевич, Антон Жук |
| 31 октября 2013 17:00 | Отчёт | Игорь Концов 4             | Передачи | Дмитрий Семенас, Александр Тихонин по 3 | Спорткомплекс «Энергетик», Сургут Зрителей: 510 Судьи: Владимир Разбежкин, Юрий Зинкевич, Антон Жук |